# Toriq Losper
Mogammat Toriq Losper (Kaapstad, 24 april 1992) is een Zuid-Afrikaans voetballer die bij voorkeur als aanvallende middenvelder speelt. In 2012 maakte hij vanuit de jeugdopleiding de overstap naar de eerste selectie van Ajax Cape Town, dat hem de tweede helft van 2014 verhuurde aan Bidvest Wits.